# Ana Burgos
Ana Burgos Acuña (Madrid, 26 dicembre 1967) è una triatleta spagnola.

## Titoli
- Campionessa europea di triathlon - 2003